# Liou-čou
Liou-čou (čínsky pchin-jinem Liǔzhōu, znaky 柳州) je městská prefektura v Čínské lidové republice. Náleží do autonomní oblasti Kuang-si v jižní Číně.
Rozloha celé prefektury je 18 598 čtverečních kilometrů a v roce 2020 zde žily více než čtyři miliony obyvatel.

## Poloha
Liou-čou leží na březích řeky Liou-ťiang ve vzdálenosti 255 od Nan-ningu, hlavního města autonomní oblasti.

## Administrativní členění
Městská prefektura Liou-čou se člení na deset celků okresní úrovně, a sice pět městských obvodů, tři okresy a dva autonomní okresy.
| 2 městský obvod · Jü-feng městský obvod · Liou-nan 1 městský obvod · Liou-ťiang okres · Liou-čcheng okres · Lu-čaj okres · Žung-an autonomní okres · Žung-šuej autonomní okres · San-ťiang městské obvody: 1. Liou-pej 2. Čcheng-čung |                |                       |                    |                                  |
| Název | Název          | Počet obyvatel (2020) | Rozloha km² (2020) | Hustota zalidnění (obyv. na km²) |
| český přepis | znaky          | Počet obyvatel (2020) | Rozloha km² (2020) | Hustota zalidnění (obyv. na km²) |
| Městské obvody |                |                       |                    |                                  |
| Čcheng-čung | 城中区         | 243 628               | 78                 | 3 138                            |
| Jü-feng | 鱼峰区         | 668 961               | 870                | 769                              |
| Liou-nan | 柳南区         | 617 925               | 537                | 1 151                            |
| Liou-pej | 柳北区         | 484 765               | 301                | 1 611                            |
| Liou-ťiang | 柳江区         | 503 772               | 1 774              | 284                              |
| Okresy |                |                       |                    |                                  |
| Liou-čcheng | 柳城县         | 314 242               | 2 113              | 149                              |
| Lu-čaj | 鹿寨县         | 337 298               | 2 971              | 114                              |
| Žung-an | 融安县         | 253 360               | 2 899              | 87                               |
| Autonomní okresy |                |                       |                    |                                  |
| Žung-šuej (miaoský) | 融水苗族自治县 | 412 445               | 4 640              | 89                               |
| San-ťiang (tungský) | 三江侗族自治县 | 321 538               | 2 415              | 133                              |
| |                |                       |                    |                                  |
| Celkem | Celkem         | 4 157 934             | 18 598             | 224                              |

## Partnerská města
- Bandung, Indonésie
- Cincinnati, Ohio, USA
- Muntinlupa, Filipíny
- Pasov, Německo